# Nordfrost (Band)
Nordfrost ist eine deutsche Pagan-Metal-Band aus dem Saarland.

## Geschichte
Mitte des Jahres 2009 wurde die Gruppe von Skallvadr und Equallin in Konfeld begründet. Skallvadr war zuvor bereits von 2003 bis 2009 in der Pagan-Metal-Band Grimburg aktiv, die nach zwei Demos im Februar 2008 ihre EP Naturherrschaft über Nebelfee Klangwerke veröffentlicht hatte. Als Duo nahmen sie die erste Demo Des Waldes Klagen auf und veröffentlichten sie im April 2011 in Zusammenarbeit mit Talheim Records. Nach diversen überregionalen Konzerten und Festivalauftritten sowie zwei veröffentlichten EPs im Eigenverlag unterschrieb die zu einem Quartett gewachsene Gruppe 2014 einen Vertrag mit Ewiges Eis Records, über das sie ihr Album Naturgewalten veröffentlichte.

## Diskografie
- 2011: Des Waldes Klagen (Demo, CD, Talheim Records)
- 2011: Sturmboten (Split-Album mit Pure Scorn, CD, Sonnenkreuz Verlag)
- 2012: Ruf unserer Ahnen (EP, CD, Eigenvertrieb)
- 2014: Leerer Pfad (EP, CD, Eigenvertrieb)
- 2015: Naturgewalten (Album, CD/12"-Vinyl, Ewiges Eis Records)
- 2015: Back to the Roots (Kompilation, CD, Ewiges Eis Records)
- 2018: Ad Infinitum (EP, CD, Ewiges Eis Records)

Beiträge auf Kompilationen (Auswahl)
- 2011: Walhall auf Saarland Underground 2011 Metal Sampler (CD, Guma Records)
- 2011: Furor Teutonicus auf Saarrevier (Saarland Black Metal Sampler) (MC, Runenstein Records)
- 2012: Letzter Ritt auf Unheilige Reliquien (CD, Sturmglanz Black Metal Manufaktur)
- 2015: Ode An Den Hochwald auf Saarland Black Metal - Sampler II (2xMC, Narbentage Produktionen)
- 2018: Zorn der Vehemenz auf The Devil Has Many Clothes - Crucified Hermits (CD, Sturmglanz Produktionen)